# Nothocladus
Nothocladus  Skuja, 1931  é o nome botânico de um gênero de algas vermelhas pluricelulares da família Batrachospermaceae.

## Espécies
Atualmente 3 espécies são taxonomicamente aceitas:
- Nothocladus afroaustralis Skuja, 1964
- Nothocladus lindaueri Skuja, 1944
- Nothocladus nodosus Skuja, 1934